# Campeonato Pernambucano 1979
In 1979 werd het 65ste Campeonato Pernambucano gespeeld voor voetbalclubs uit de Braziliaanse staat Pernambuco. De competitie werd georganiseerd door de FPF en werd gespeeld van 11 april tot 23 september. De competitie werd verdeeld over drie fases. Omdat Santa Cruz alle drie de fases won werd er geen finale meer gespeeld. 

## Eerste Toernooi

### Eerste fase
| Plaats | Club                  | Wed. | W | G | V | Saldo | Ptn. |
| ------ | --------------------- | ---- | - | - | - | ----- | ---- |
| 1.     | Santa Cruz            | 8    | 7 | 1 | 0 | 43:4  | 15   |
| 2.     | Náutico               | 8    | 7 | 0 | 1 | 22:5  | 14   |
| 3.     | Sport                 | 8    | 6 | 1 | 1 | 21:7  | 13   |
| 4.     | Ferroviário do Recife | 8    | 4 | 0 | 4 | 15:15 | 8    |
| 5.     | Central               | 8    | 4 | 0 | 4 | 10:18 | 8    |
| 6.     | Santo Amaro           | 8    | 2 | 1 | 5 | 7:17  | 5    |
| 7.     | Atlético Caruaru      | 8    | 2 | 1 | 5 | 5:16  | 5    |
| 8.     | América               | 8    | 1 | 2 | 5 | 5:14  | 4    |
| 9.     | Íbis                  | 8    | 0 | 0 | 8 | 1:33  | 0    |

|  | Gekwalificeerd voor finale eerste toernooi |

### Tweede fase
Groep A
| Plaats | Club             | Wed. | W | G | V | Saldo | Ptn. |
| ------ | ---------------- | ---- | - | - | - | ----- | ---- |
| 1.     | Santa Cruz       | 4    | 4 | 0 | 0 | 16:1  | 8    |
| 2.     | Sport            | 4    | 2 | 1 | 1 | 9:4   | 5    |
| 3.     | Santo Amaro      | 4    | 2 | 1 | 1 | 5:5   | 5    |
| 4.     | Atlético Caruaru | 4    | 1 | 0 | 3 | 4:6   | 2    |
| 5.     | Íbis             | 4    | 0 | 0 | 4 | 0:18  | 0    |

Groep B
| Plaats | Club                  | Wed. | W | G | V | Saldo | Ptn. |
| ------ | --------------------- | ---- | - | - | - | ----- | ---- |
| 1.     | Náutico               | 3    | 2 | 1 | 0 | 10:1  | 5    |
| 2.     | Central               | 3    | 2 | 0 | 1 | 4:3   | 4    |
| 3.     | América               | 3    | 1 | 1 | 1 | 6:3   | 3    |
| 4.     | Ferroviário do Recife | 3    | 0 | 0 | 3 | 1:14  | 0    |

|  | Gekwalificeerd voor finale tweede fase |

#### Finale tweede fase
|               |            |                  |         |  |
| 30 mei Finale | Santa Cruz | 1 – 1 (0-2 n.v.) | Náutico |  |
| 30 mei Finale |            |                  |         |  |

### Finale eerste toernooi
|               |            |       |         |  |
| 3 juni Finale | Santa Cruz | 3 – 1 | Náutico |  |
| 3 juni Finale |            |       |         |  |

## Tweede toernooi

### Eerste fase
| Plaats | Club                  | Wed. | W | G | V | Saldo | Ptn. |
| ------ | --------------------- | ---- | - | - | - | ----- | ---- |
| 1.     | Santa Cruz            | 7    | 5 | 2 | 0 | 24:4  | 12   |
| 2.     | Sport                 | 7    | 5 | 2 | 0 | 16:4  | 12   |
| 3.     | Náutico               | 7    | 4 | 2 | 1 | 15:3  | 10   |
| 4.     | Central               | 7    | 3 | 1 | 3 | 3:9   | 7    |
| 5.     | América               | 7    | 2 | 1 | 4 | 5:14  | 5    |
| 6.     | Atlético Caruaru      | 7    | 1 | 3 | 3 | 4:11  | 5    |
| 7.     | Santo Amaro           | 7    | 1 | 2 | 4 | 7:16  | 4    |
| 8.     | Ferroviário do Recife | 7    | 0 | 1 | 6 | 4:17  | 1    |

|  | Play-off |

Play-off
|                 |            |       |       |  |
| 8 juli Play-off | Santa Cruz | 0 – 1 | Sport |  |
| 8 juli Play-off |            |       |       |  |

### Tweede fase
Groep A
| Plaats | Club        | Wed. | W | G | V | Saldo | Ptn. |
| ------ | ----------- | ---- | - | - | - | ----- | ---- |
| 1.     | Santa Cruz  | 3    | 3 | 0 | 0 | 9:1   | 6    |
| 2.     | América     | 3    | 1 | 1 | 1 | 2:3   | 3    |
| 3.     | Santo Amaro | 3    | 1 | 0 | 2 | 2:5   | 2    |
| 4.     | Central     | 3    | 0 | 1 | 2 | 0:4   | 1    |

Groep B
| Plaats | Club                  | Wed. | W | G | V | Saldo | Ptn. |
| ------ | --------------------- | ---- | - | - | - | ----- | ---- |
| 1.     | Sport                 | 3    | 3 | 0 | 0 | 7:1   | 6    |
| 2.     | Náutico               | 3    | 1 | 1 | 1 | 4:2   | 3    |
| 3.     | Ferroviário do Recife | 3    | 1 | 0 | 2 | 3:7   | 2    |
| 4.     | Atlético Caruaru      | 3    | 0 | 1 | 2 | 0:4   | 1    |

#### Finale
Play-off
|                  |            |       |       |  |
| 29 juli Play-off | Santa Cruz | 2 – 1 | Sport |  |
| 29 juli Play-off |            |       |       |  |

### Finale tweede toernooi
|                                   |            |       |       |  |
| 1 augustus Finale tweede toernooi | Santa Cruz | 2 – 0 | Sport |  |
| 1 augustus Finale tweede toernooi |            |       |       |  |

## Derde toernooi

### Eerste fase
| Plaats | Club             | Wed. | W | G | V | Saldo | Ptn. |
| ------ | ---------------- | ---- | - | - | - | ----- | ---- |
| 1.     | Santa Cruz       | 5    | 4 | 1 | 0 | 16:1  | 9    |
| 2.     | Náutico          | 5    | 4 | 0 | 1 | 4:1   | 8    |
| 3.     | Central          | 5    | 3 | 0 | 2 | 4:5   | 6    |
| 4.     | Sport            | 5    | 2 | 1 | 2 | 6:6   | 5    |
| 5.     | Atlético Caruaru | 5    | 1 | 0 | 4 | 4:8   | 2    |
| 6.     | América          | 5    | 0 | 0 | 5 | 0:13  | 0    |

|  | Gekwalificeerd voor finale derde toernooi |

### Tweede fase
| Plaats | Club             | Wed. | W | G | V | Saldo | Ptn. |
| ------ | ---------------- | ---- | - | - | - | ----- | ---- |
| 1.     | Santa Cruz       | 5    | 4 | 0 | 1 | 15:3  | 8    |
| 2.     | Náutico          | 5    | 3 | 2 | 0 | 8:3   | 8    |
| 3.     | Sport            | 5    | 3 | 1 | 1 | 7:4   | 7    |
| 4.     | Central          | 5    | 1 | 2 | 2 | 5:8   | 4    |
| 5.     | Atlético Caruaru | 5    | 1 | 1 | 3 | 4:11  | 6    |
| 6.     | América          | 5    | 0 | 0 | 5 | 2:12  | 0    |

|  | Play-off voor finale tweede toernooi |

Play-off
|                       |            |       |         |  |
| 19 september Play-off | Santa Cruz | 0 – 2 | Náutico |  |
| 19 september Play-off |            |       |         |  |

#### Finale derde toernooi
|                     |            |       |         |  |
| 23 september Finale | Santa Cruz | 3 – 1 | Náutico |  |
| 23 september Finale |            |       |         |  |

## Kampioen
| Campeonato Pernambucano de 1979 |
| Pernambuco                      |
| ------------------------------- |
| SANTA CRUZ Kampioen (17° titel) |